# Was He a Coward?
Was He a Coward? é um filme mudo norte-americano de 1911 em curta-metragem, dirigido por D. W. Griffith e estrelado por Blanche Sweet. Cópia do filme encontra-se conservada no Museu de Arte Moderna dos Estados Unidos.